# 千里眼事件
千里眼事件（せんりがんじけん）は、明治末（1900年代から1910年代初頭まで）の日本で、当時の社会状況・学術状況を背景として起きた、超心理学に関する公開実験や真偽論争などの一連の騒動である。千里眼・念写の能力を持つと称する御船千鶴子や長尾郁子らが、東京帝国大学の福来友吉や京都帝国大学の今村新吉らの一部の学者とともに巻き起こした。

## 御船千鶴子の出現
熊本県生まれの御船千鶴子が「千里眼」能力の持ち主として注目されるようになったのは、1909年（明治42年）、23歳の時のことである。その能力を見出したとされるのは、自身が催眠術による心霊療法を行なっていた、義兄の清原猛雄であり、千鶴子は実家を出て清原家で千里眼による体内透視の「治療」を、前年より行なうようになっていた。1900年（明治30年代半ば）頃の日本では、催眠術ブームが起こり、清原や千鶴子のような民間療法を行なう民間医が多数存在した。
最初に千鶴子を取り上げたのは、1909年8月14日付の『東京朝日新聞』である。「不思議なる透視法」として、千鶴子が、京都帝国大学の前総長であった木下広次の治療を行なったことを報じている。
実際に千鶴子の透視能力を直接に実験したのは、今村新吉である。
1910年（明治43年）2月19日、熊本を訪れた今村が、カードを用いた透視実験を行い、高い的中率を得た。
同年4月9日には、福来友吉と今村の二人で熊本を訪れ、より厳重に封印されたカードを用いて実験が行なわれたが、この時は失敗した。しかしその後、方法を変えて実験を行なうと、的中した。4月25日には、東京に戻った福来が、東京帝大内で実験報告を行い、一躍脚光を浴びるようになった。
同年9月14日には、上京した千鶴子たちと福来らによって、当代の諸科学者たち、ジャーナリストらを集めた公開実験が行なわれた。が、その結果は、試験物のすり替え事件によって、問題の「千里眼」能力の真偽に対する答えを出せないままに、話題性だけが一人歩きする形で幕を引くこととなった。翌9月15日、9月17日に少数の関係者を集めて、千鶴子の得意な方法で行なわれた再実験では、好結果が出たが、集まった学者たちの反応も、一歩下がった立場からの冷めた論調に終始した。
その一因として、千鶴子の場合、「千里眼」による透視実験を行う際に、余人の同室を固辞し、また、ふすま越しに隣室からの同伴を認めた場合でも、終始、千鶴子は背を向けた形で座り、壁や障子などに向かって実験を行なったため、問題の千鶴子の手元が臨席者の目に触れることがなかったため、福来らの能力を信奉する立場の者たちにしても、その疑惑を払拭することができなかった点が挙げられる。
結局、千鶴子は熊本に帰った後、1911年（明治44年）1月19日に自らの命を絶ってしまう。その死の前後に、長尾郁子の事件が報道されたことから、死後の千鶴子に関しても世間からの非難が集まることとなってしまった。

## 長尾郁子の登場
長尾郁子は、香川県丸亀の判事であった長尾与吉の夫人であり、当時40歳であった。郁子の場合、その数年前から災害等の予言が的中するということで身近な人たちから注目されるようになったという。それが、千鶴子の一連の報道を知ったことで、同様の実験を行なったところ、見事に的中したということで、福来の耳に郁子の情報が入ることとなったのである。
福来と今村が郁子に対して初めて実験を行なったのは1910年11月12日のことである。郁子の場合、千鶴子との最大の相違点は、同席者と相対した位置で透視を行い、的中させた点である。さらに、実験方法においても、千鶴子の場合とは異なった手段が用いられた。それが、福来の考案した現像前の乾板を用いるというもの、いわゆる「念写」実験の始まりである。福来は千鶴子に対しても同様の実験を試みたが、不成功に終わった。郁子の場合は、福来のあらかじめ示してあった文字を念写することに成功したため、福来らはもっぱら丸亀において郁子の実験を中心に活動することとなる。
1911年1月4日から、物理学者で東京帝国大学元総長の山川健次郎が同席した透視・念写実験が、丸亀の長尾宅で行なわれた。8日には、助手として参加した東京帝国大学物理学教室講師の藤教篤が、実験物である乾板を入れ忘れるという事件が起きている。山川からは、長尾側が透視する文字を書く場所に特定の部屋を要求したり（山川がその部屋で体を盾にして書いた文字を長尾は透視できなかった）、山川側が一度開ければわかるように細工しておいた透視用の封筒に開封の跡が発見されるなど、不審な点があまりにも多いことが指摘された。山川らの実験は一つ一つ意味を持っており、透視が当たった時と当たらなかった時はどのような条件であったかがわかるように計画を立てていた。こうして透視が当たった時は、全て袖で隠さずに書いた時か、封を空けた跡が見られた時など、前述のような不審な点が見受けられたときだけであった。
また、同年1月12日の実験でも妨害行為があったことが報じられ、その妨害者として、長尾家に投宿し、郁子とも親密であった催眠術師・横瀬琢之の名が挙がるに及んで、郁子と横瀬の不倫疑惑というゴシップへと世間の関心は移ってしまい、やはり、肝心の「千里眼」「念写」の真偽は二の次になってしまった。そうして、同年2月26日に長尾郁子が病死。だが、これさえもマスコミは長尾家への非難の材料として取り扱った。
山川らは、同年のうちに写真を添えて物理の実験結果と同様に公表し、手品の一つに過ぎないと結論付けた。

## 終焉
この結果、超能力者達の研究に携わった科学者達もマスメディアの攻撃対象になったため、ついに研究者達は「千里眼は科学に非（あら）ず」という見解を公表した。この一方的な終結宣言によって事件は、幕引きを迎えることとなった。結果、「千里眼」「念写」の真偽が明かされる機会は失われた。
同様に、千鶴子が脚光を浴びた後に日本各地に出現した「千里眼」能力者たちも、手品・ペテン師であるというレッテルを貼られ、一転して世の非難の的となった。千鶴子・郁子に至っては、死してなお実家が批判にさらされる始末であった。
福来は、御船千鶴子・長尾郁子をはじめとして、彼が取り上げた人物以上に「イカサマ師」「偽科学者」などと攻撃を受けることになり、東京帝国大学を辞職。その後、高橋貞子や月の裏側写真で知られる三田光一といった「千里眼」能力者を用いた実験を重ねるようになるが、以後の「実験」は千鶴子や郁子の時のような科学的な公開実験ではなくなり、また福来自身も、科学的な手法によって「千里眼」能力は実証し得ないといった意味の事を公言するようになり、『心霊と神秘世界』を出版するなどオカルティズムへの傾斜を加速度的に深めて行くこととなる。